# Podgora, Dubrovnik-Neretva
Podgora är ett samhälle i Kroatien.   Det ligger i länet Dubrovnik-Neretvas län, i den sydöstra delen av landet, 400 km söder om huvudstaden Zagreb. Podgora ligger 249 meter över havet.  Närmaste större samhälle är Ston, 11,4 km väster om Podgora. 